# Hele-Shaw stroming
Hele-Shaw stroming is de stroming die plaatsvindt tussen twee evenwijdige vlakke platen, gescheiden door een smalle opening die aan bepaalde voorwaarden voldoet, genoemd naar Henry Selby Hele-Shaw, die hier in 1898 onderzoek naar deed. Verschillende problemen in de vloeistofmechanica kunnen worden benaderd als Hele-Shaw stromingen en daarom is het onderzoek naar deze stromingen van belang. Benadering van de Hele-Shaw stroming is vooral belangrijk voor microstroming. Dit komt door productietechnieken, die ondiepe vlakke configuraties creëren, en de doorgaans lage Reynoldsgetallen van microstromen.
De voorwaarden waaraan moet worden voldaan zijn
{\displaystyle {\frac {h}{l}}\ll 1,\qquad {\frac {Uh}{\nu }}{\frac {h}{l}}\ll 1}
Hierin is {\displaystyle h} de spleetbreedte tussen de platen, {\displaystyle U} is de karakteristieke snelheidsschaal, {\displaystyle l} is de karakteristieke lengteschaal in richtingen evenwijdig aan de plaat en {\displaystyle \nu } is de kinematische viscositeit. In het bijzonder het Reynoldsgetal {\displaystyle Re=Uh/\nu } hoeft niet altijd klein te zijn, maar kan van dezelfde orde of groter zijn, zolang het maar voldoet aan de voorwaarde {\displaystyle Re(h/l)\ll 1.} In termen van het Reynoldsgetal {\displaystyle Re_{l}=Ul/\nu } gebaseerd op {\displaystyle l}, wordt de voorwaarde{\displaystyle Re_{l}(h/l)^{2}\ll 1.}
De vergelijking van Hele-Shaw stroming is identiek aan die van niet-viskeuze potentiaalstroming  en aan de stroming van vloeistof door een poreus medium (de wet van Darcy). Het maakt dus visualisatie van dit soort stroming in twee dimensies mogelijk. 

## Wiskundige formulering van Hele-Shaw-stromen

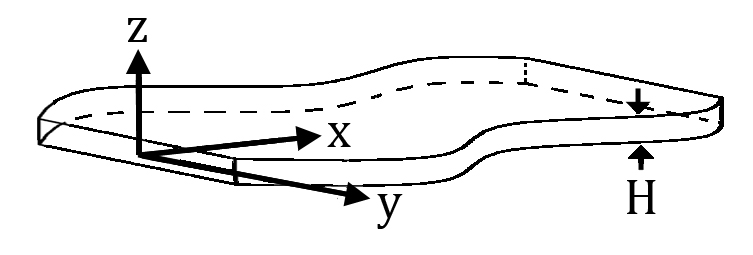
Een schematische weergave van een Hele-Shaw-configuratie.

Als {\displaystyle x}, {\displaystyle y} de richtingen evenwijdig aan de vlakke platen zijn, en {\displaystyle z} de  richting loodrecht daarop, met {\displaystyle h} als de tussenruimte tussen de platen (bij {\displaystyle z=0,h} ) en {\displaystyle l} de relevante karakteristieke lengteschaal in de  {\displaystyle xy} -richting, dan geldt onder de hierboven genoemde grenzen  de onsamendrukbare Navier-Stokes-vergelijkingen in de eerste benadering
{\displaystyle {\begin{aligned}{\frac {\partial p}{\partial x}}=\mu {\frac {\partial ^{2}v_{x}}{\partial z^{2}}},\quad {\frac {\partial p}{\partial y}}&=\mu {\frac {\partial ^{2}v_{y}}{\partial z^{2}}},\quad {\frac {\partial p}{\partial z}}=0,\\{\frac {\partial v_{x}}{\partial x}}+{\frac {\partial v_{y}}{\partial y}}+{\frac {\partial v_{z}}{\partial z}}&=0,\\\end{aligned}}}
Hierin is {\displaystyle \mu } de viscositeit . Deze vergelijkingen zijn vergelijkbaar met grenslaagvergelijkingen, behalve dat er geen niet-lineaire termen zijn. In de eerste benadering hebben we dan, na het opleggen van de no-slip randvoorwaarden bij {\displaystyle z=0,h}:
{\displaystyle {\begin{aligned}p&=p(x,y),\\v_{x}&=-{\frac {1}{2\mu }}{\frac {\partial p}{\partial x}}z(h-z),\\v_{y}&=-{\frac {1}{2\mu }}{\frac {\partial p}{\partial y}}z(h-z)\end{aligned}}}
De vergelijking voor {\displaystyle p} wordt verkregen uit de continuïteitsvergelijking. Door de continuïteitsvergelijking dwars over de stroombaan te integreren en randvoorwaarden voor ondoorlatende wanden op te leggen, krijgt men
{\displaystyle \int _{0}^{h}\left({\frac {\partial v_{x}}{\partial x}}+{\frac {\partial v_{y}}{\partial y}}\right)dz=0,}
wat leidt tot de Laplace-vergelijking:
{\displaystyle {\frac {\partial ^{2}p}{\partial x^{2}}}+{\frac {\partial ^{2}p}{\partial y^{2}}}=0.}
Deze vergelijking wordt aangevuld met passende randvoorwaarden. De randvoorwaarden voor ondoorlatende zijwanden worden bijvoorbeeld: {\displaystyle {\mathbf {\nabla } }p\cdot \mathbf {n} =0,} waar {\displaystyle \mathbf {n} } een eenheidsvector loodrecht op de zijwand is (merk op dat op de zijwanden geen no-slip randvoorwaarden kunnen worden opgelegd). De grenzen kunnen ook gebieden zijn die aan constante druk zijn blootgesteld, in welk geval er sprake is van een Dirichlet-randvoorwaarde {\displaystyle p} is gepast. Op soortgelijke wijze kunnen ook periodieke randvoorwaarden worden gebruikt. Er kan ook worden opgemerkt dat de verticale snelheidscomponent in de eerste benadering gelijk is aan
{\displaystyle v_{z}=0}
Dit volgt uit de continuïteitsvergelijking. Terwijl de snelheidsgrootte {\displaystyle {\sqrt {v_{x}^{2}+v_{y}^{2}}}} varieert in de {\displaystyle z} richting is de richting van de snelheidsvector {\displaystyle \tan ^{-1}(v_{y}/v_{x})} onafhankelijk van de {\displaystyle z} richting, dat wil zeggen dat stroomlijnpatronen op elk niveau vergelijkbaar zijn. De vorticiteitsvector {\displaystyle {\boldsymbol {\omega }}} heeft de componenten 
{\displaystyle \omega _{x}={\frac {1}{2\mu }}{\frac {\partial p}{\partial y}}(h-2z),\quad \omega _{y}=-{\frac {1}{2\mu }}{\frac {\partial p}{\partial x}}(h-2z),\quad \omega _{z}=0.}
Omdat {\displaystyle \omega _{z}=0}, komen de stroomlijnpatronen in het {\displaystyle xy} -vlak dus overeen met potentiaalstroming (rotatievrije stroming). Maar tegenstelling tot  potentiaalstroming is hier de circulatie {\displaystyle \Gamma } rond elke gesloten contour {\displaystyle C} (parallel aan het {\displaystyle xy} -vlak) nul, ongeacht of het een vast object omsluit of niet.
{\displaystyle \Gamma =\oint _{C}v_{x}dx+v_{y}dy=-{\frac {1}{2\mu }}z(h-z)\oint _{C}\left({\frac {\partial p}{\partial x}}dx+{\frac {\partial p}{\partial y}}dy\right)=0}
waarbij de laatste integraal op nul wordt gezet omdat {\displaystyle p} is een functie met één waarde en de integratie vindt plaats via een gesloten contour.

## Dieptegemiddelde vorm
In een Hele-Shaw-stroombaan kan men bijvoorbeeld de dieptegemiddelde versie van elke fysieke grootheid (bijvoorbeeld {\displaystyle \varphi })definiëren  door
{\displaystyle \langle \varphi \rangle \equiv {\frac {1}{h}}\int _{0}^{h}\varphi dz.}
Dan voldoet de tweedimensionale dieptegemiddelde snelheidsvector {\displaystyle \mathbf {u} \equiv \langle \mathbf {v} _{xy}\rangle }, waarbij  {\displaystyle \mathbf {v} _{xy}=(v_{x},v_{y})}, aan de wet van Darcy
{\displaystyle -{\frac {12\mu }{h^{2}}}\mathbf {u} =\nabla p\quad {\text{with}}\quad \nabla \cdot \mathbf {u} =0.}
Verder geldt {\displaystyle \langle {\boldsymbol {\omega }}\rangle =0.}

## Hele-Shaw-cel
De term Hele-Shaw-cel wordt gebruikt voor die gevallen waarin een vloeistof van boven of onder de laag in de ondiepe geometrie wordt geïnjecteerd, en wanneer de vloeistof wordt begrensd door een andere vloeistof of gas.  Voor dit soort stromen worden de randvoorwaarden bepaald door drukken en oppervlaktespanningen.
In Nederland is hier veel werk aan gedaan door Emmericus Carel Willem Adriaan Geuze, die deze techniek gebruikte om, voortbouwend op een concept van Keverling Buisman, een model te maken voor de grondwaterstroming door dijken